# Polyboroides radiatus
El aguilucho caricalvo malgache (Polyboroides radiatus) es una especie de ave accipitriforme de la familia Accipitridae endémica de Madagascar. No se reconocen subespecies.